# Altinaghree Castle

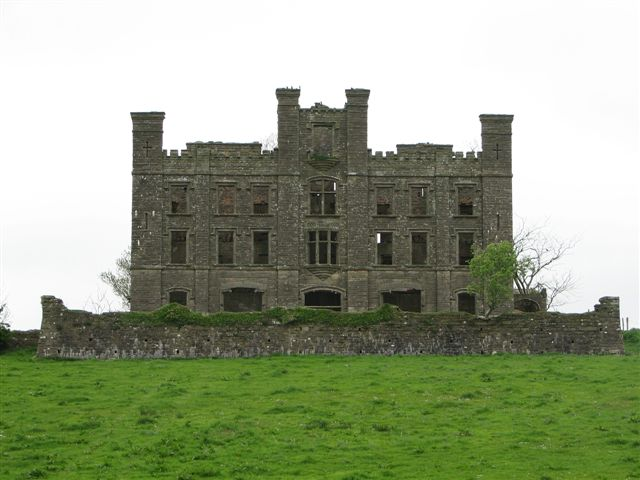
Altinaghree Castle 2006

Altinaghree Castle ist ein großes, verfallenes Schloss im nordirischen County Tyrone. Es wird auch Altnacree Castle, Liscloon House oder bei der örtlichen Bevölkerung Ogilby’s Castle genannt, da es um 1860 für William Ogilby errichtet worden sein soll.

## Beschreibung
Altinaghree Castle steht auf privatem Bauernland außerhalb des Dorfes Donemana südlich von Londonderry im District Derry and Strabane. Das Schloss ist nicht öffentlich zugänglich. Man kann es aber von der Verbindungsstraße von Donemana nach Claudy (B49) aus gut sehen.
Aus geschnittenem Stein errichtet, war es einst ein elegantes Gebäude mit einem großartigen Bankettsaal. Heute ist es eine Ruine.

## Geschichte
Das Schloss soll für William Ogilby um 1860 errichtet worden sein. James Douglas Ogilby, der später ein bekannter Ichthyologe in Australien wurde, war sein Sohn. James verliebte sich in die Fabriknäherin Mary Jane Jamieson, erhielt aber nicht die Erlaubnis, sich mit ihr zu vermählen. Er brannte schließlich mit ihr durch und heiratete sie 1884. Er wanderte nach Australien aus und wurde 1885 beim Australian Museum angestellt. Das Schloss wurde Ende des 19. Jahrhunderts aufgegeben und verfiel.